# Пауль Лілль
Пауль Адольф Лілль (ест. Paul Adolf Lill; 25 січня 1882 — 13 березня 1942) — естонський військовий діяч, генерал-лейтенант (з 24 лютого 1938), міністр оборони Естонії (1933—1939).

## Біографія
Пауль Лілль закінчив у 1904 році Вільнюське військове училище, а в 1911 році Миколаївську академію Генерального штабу у Санкт-Петербурзі. Брав участь у російсько-японській війні та Першій світовій війні. У 1917 році потрапив у полон до німців. У грудні 1918 року повернувся в Естонію.
Під час війни за незалежність обіймав посаду начальника відділу управління оперативного штабу. У 1920 році став командиром Генерального штабу. У 1921 році отримав звання генерал-майора.
З 1925 по 1933 роки був заступником військового міністра (з 1929 року — міністра оборони). У 1933—1939 роках займав посаду міністра оборони.
У 1939 році вийшов на пенсію. Нагороджений Хрестом Свободи першого розряду другого ступеня — за військові заслуги. 14 червня 1941 року заарештований НКВС в Талліні. Висланий у Свердловськ, де помер 13 березня 1942 року.

## Нагороди
- 1920: Хрест Свободи першого розряду другого ступеня
- 1932: орден Орлиного хреста першого класу
- 1936: Великий Хрест ордена Білої троянди